# Verdana
Verdana là một kiểu chữ thuộc loại humanist sans-serif, được Matthew Carter thiết kế cho tập đoàn Microsoft, với các hướng dẫn hiển thị font được Thomas Rickner và rồi Monotype thực hiện bằng tay. Nhu cầu có một kiểu chữ thế này được Virginia Howlett thuộc nhóm thuật in máy của Microsoft chấp nhận. Cái tên "Verdana" xuất phát từ sự kết hợp giữa từ verdant (thứ gì đó màu xanh lục), và Ana (tên của con gái lớn nhất của Howlett).

## Những đặc trưng có thể nhận biết bằng mắt
Những đặc trưng của kiểu chữ này là:
Kiểu chữ thường
- dấu chấm trên đầu chữ i có dạng hình vuông
- chữ j thường có một thanh ngắn trên đầu nhô về bên trái
- chữ a thường có hai tầng (double-storey a)

Kiểu chữ hoa
- chữ Q' hoa có đuôi nằm dưới đường chuẩn
- chữ J có móc nhẹ
- có hai kiểu chữ R hoa khác nhau: một có đuôi thẳng và một có đuôi cong.
- chữ I hoa có hai thanh ngắn ở trên và dưới

## Mô tả
Mang các đặc điểm tương tự các kiểu chữ humanist sans-serif khác như Frutiger, Verdana được thiết kế để vẫn đọc được ở kích thước nhỏ trên màn hình máy tính. Để tăng tính rõ ràng, nhà thiết kế chọn không sử dụng serif ("chân" như trong font Times New Roman), dùng kích thước x-height lớn, tỉ lệ chữ rộng, khoảng cách giữa các ký tự lớn, lỗ hở (ở các ký tự a, b, d, e, g, o, p, và q) lớn, đồng thời nhấn mạnh các điểm khác giữa các ký tự tương tự.
Một ví dụ về sự chu đáo trong thiết kế các ký tự tương tự là chữ số 1 (một) trong Verdana có một đoạn ngang và một móc ở phía trên bên trái để phân biệt với chữ l thường và chữ I hoa. Thiết kế này cũng tượng tự như ký tự số 1 ở kiểu chữ loại sans-serif News Gothic và Franklin Gothic của Morris Fuller Benton.

## Độ phổ rộng
Từ năm phát hành 1996, Verdana được đưa vào các phiên bản hệ điều hành Windows, cũng như các bộ phần mềm Office và Internet Explorer trên cả hệ Windows lẫn Mac OS. Từ Mac OS X phiên bản 10.4, kiểu chữ này còn được đưa vào cả chính hệ điều hành. Ngoài ra, cho tới năm 2002, người dùng vẫn có thể tải về Verdana từ trang web của Microsoft dưới dạng phần mềm miễn phí (các tập tin ".exe" cho hệ điều hành Microsoft Windows và ".sit.hqx" cho Mac OS X) dưới giấy phép độc quyền, chỉ rõ một số giới hạn trong việc sử dụng và phân phối, và cho phép người dùng đầu cuối sử dụng trên bất cứ hệ thống nào hỗ trợ cài đặt bằng các tập tin ".exe" hay ".sit.hqx" và hỗ trợ font TrueType. Ngay cả bây giờ, bạn vẫn có thể tải về các tập tin của kiểu chữ này một cách hợp pháp từ nhiều trang web khác nhau không thuộc Microsoft - xem phần liên kết ngoài để rõ. Có điều rằng, chúng chỉ chứa các phiên bản cũ của Verdana - các phiên bản mới hơn không được phát hành theo dạng miễn phí nữa. Verdana cũng là một trong số các kiểu chữ được dùng trong chức năng đọc sách của iPad.
Theo một nghiên cứu dài hạn, Verdana có trên 99.70% các máy dùng Windows, 98.05% máy dùng Mac OS, và 67.91% trên các máy dùng hệ điều hành miễn phí và mã nguồn mở như Linux.

## Các biến thể
Verdana Ref là một phiên bản riêng của Verdana để dùng trong Microsoft Reference. Nó được dùng trong Microsoft Bookshelf 2000, Encarta Encyclopedia Deluxe 99, Encarta Virtual Globe 99, Office 2000 Premium, Publisher 2000. MS Reference Sans Serif là một phiên bản dẫn xuất từ Verdana Ref với các kiểu in đậm và in nghiêng. Gia đình font này cũng được kèm theo bộ Microsoft Encarta. Kiểu chữ Tahoma cũng tương tự như Verdana nhưng khoảng cách giữa các ký tự thấp hơn. Nina, một font cơ bản trong Windows Mobile, là một phiên bản hẹp hơn của Tahoma và Verdana.
Verdana Pro là phiên bản mở rộng trả phí của Verdana.

## Lỗi xảy ra với một số cụm ký tự
Trước đây, Verdana (bản 2.43) đặt dấu trong các ký tự tổ hợp có dấu sai vị trí, khiến chúng hiển thị trên ký tự phía sau thay vì hiện tại. Điều này làm cho nó không thích hợp để dùng với các văn bản Unicode ở các ngôn ngữ như Cyrillic hay Greek. Lỗi này không xuất hiện khi ta chỉ dùng các ký tự la tinh. Lý do cho lỗi này là một số bộ máy hiển thị font thay thế chuỗi ký tự cơ bản + ký tự tổ hợp bằng một glyph của ký tự có sẵn. Lỗi này sau đó được sửa trong phiên bản đi kèm Windows Vista. Nó cũng đã được sửa trong phiên bản Verdana 5.0.1 trên Windows XP qua một bản sửa lỗi từ Microsoft.

## Giải thưởng
Kiểu chữ này được chọn trao giải Thiết kế bậc nhất nước Anh (the Best Of British Design Award) ở tuần báo nghệ thuật The Culture Show của BBC Two số ngày 26 tháng 01 năm 2006.

## Sử dụng
Năm 2008, trong quá trình hợp nhất với Northwest Airlines và là kết quả của việc làm mới thương hiệu, Delta Airlines đã thay đổi kiểu chữ trên logo chính thức của mình từ Times New Roman sang Verdana.